# Bū-Saʿīd-Dynastie

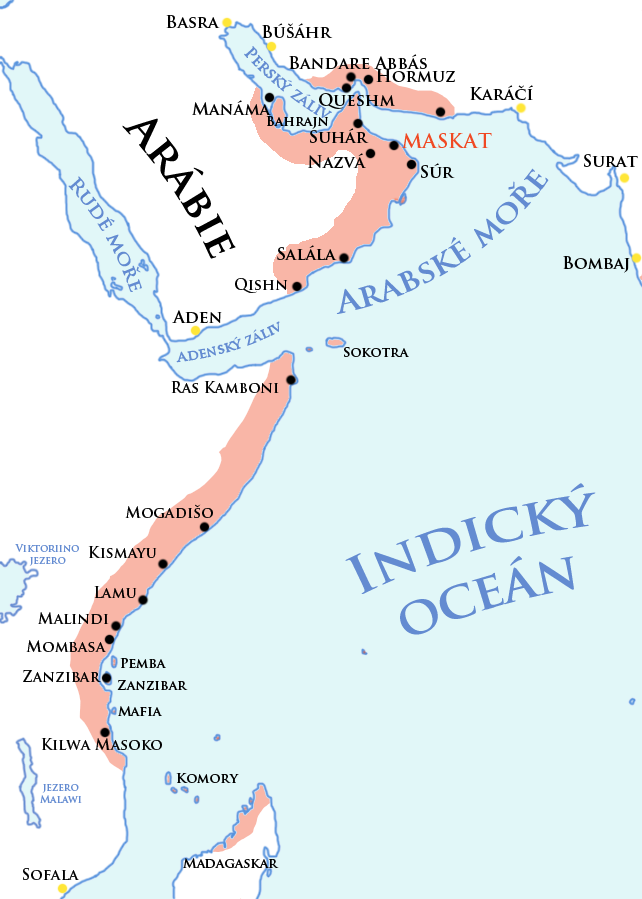
Machtbereich der Bū-Saʿīd-Dynastie um die Mitte des 19. Jahrhunderts

Die Bū-Saʿīd-Dynastie (arabisch آل بوسعيد, DMG Āl Bū-Saʿīd) ist die herrschende Dynastie in Oman seit 1746. Von Anfang des 19. Jahrhunderts bis zur Mitte des 20. Jahrhunderts herrschte sie auch über Sansibar und über verschiedene Küstengebiete Ostafrikas. Die Sultane der Bū-Saʿīd-Dynastie folgen der ibaditischen Lehre.

## Geschichte
Nach dem Ende der Yaruba-Dynastie befriedete Ahmad ibn Said (1746–1783) den Oman und begründete die bis heute regierende Bū-Saʿīd-Dynastie. Ahmad ibn Said leite seine Dynastie vom berühmten Feldherren al-Muhallab ibn Abi Sufra (632–702) ab.
1747 vertrieb Ahmad ibn Said die letzten persischen Truppen aus dem Land und ließ sich 1749 zum Imam der Ibaditen wählen. Er unterwarf erneut die während des Bürgerkriegs abgefallene ostafrikanische Küste bis zum Kap Delgado. Außerdem sicherte er die Seeherrschaft Omans im Persischen Golf und die Kontrolle über die persische Südküste.
1784 kam es zu einer Trennung zwischen weltlicher und geistlicher Gewalt, als Imam Said ibn Ahmad (1783–1811) seinem Neffen Hamad ibn Said die Regierung überlassen musste (1784–1792). Um 1800 kam es zu einer Krise des Reiches, als die Wahhabiten den Oman angriffen und die Kontrolle über die Piratenküste (Gebiet der heutigen Vereinigten Arabischen Emirate) verloren ging.
Unter Said ibn Sultan al-Busaidi (1804–1856) erreichte das Reich seinen Höhepunkt, als die Wahhabiten vertrieben und die Stämme der Piratenküste mit britischer Unterstützung besiegt werden konnten. Allerdings übernahm nun Britannien selbst die Kontrolle über diese Küstengebiete. Seitdem konzentrierte sich Said zunehmend auf die afrikanischen Besitzungen, wo der Sklavenhandel (trotz offiziellen Verbotes) sowie der Anbau von Gewürznelken auf Sansibar große Gewinne erzielte. 1840 wurde die Residenz des Reichs endgültig nach Sansibar verlegt. Nach dem Tod von Said brachen 1856 Machtkämpfe zwischen Madshid und Thuwaini ibn Said (1856–1866) aus, die 1860 durch Britannien beendet wurden und zur Teilung des Reichs in das Sultanat Oman und das Sultanat Sansibar führten. Mit dem Verlust der Zolleinnahmen aus den afrikanischen Häfen begann der schnelle Niedergang Omans.
Unter Imam Azzan ibn Qais (1868–1870) bildete sich 1868 im Landesinneren Omans erneut ein ibaditisches Imamat, welches faktisch zur Teilung des Landes führte, da die Said-Dynastie mit britischer Hilfe nur noch die Küstengebiete behaupten konnten. Erst 1959 wurde das Imamat unter Said ibn Taimur (1932–1970) wieder mit dem Rest des Landes vereinigt. Wegen der extrem konservativen Regierung Saids, die die wirtschaftliche Entwicklung und Modernisierung des Landes verhinderte, wurde er 1970 von seinem Sohn Qabus ibn Said gestürzt.
Unter Qabus begann eine umfassende Modernisierung, welche das Land innerhalb von einigen Jahrzehnten von einer Feudalgesellschaft in eine moderne Industriegesellschaft umwandelte. Dies wurde durch die seit 1967 betriebene Erdölförderung und sich daraus ergebenden Einnahmen sehr gefördert. Außerdem gelang es Qabus, den Dhofarkrieg (1965–1975) zu beenden, in dem die vom Südjemen unterstützte sozialistische PFLOAG die Herrschaft zu erringen suchte. 1975 konnte Dhofar wieder befriedet werden. 1990 wurde die Grenze mit Saudi-Arabien festgelegt. Trotz Modernisierung des Staates und der Gesellschaft regierte Qabus weiter als absoluter Herrscher. Er starb am 10. Januar 2020. Sein Cousin Haitham ibn Tariq wurde sein Nachfolger.
Der afrikanische Zweig der Familie regierte das Sultanat Sansibar bis zur Revolution von 1964.

## Herrscher in Oman
- Ahmad ibn Said (al-Imâm Ahmad ibn Saʿîd) 1746–1783
- Said ibn Ahmad (al-Imâm Saʿîd ibn Ahmad) 1783–1788
- Hamad ibn Said (Hamad ibn Saʿîd) 1788–1792
- Sultan ibn Ahmad (Sultân ibn Ahmad) 1792–1804
- Said ibn Sultan al-Busaidi (Sayyid Saʿîd ibn Sultân) 1804–1856
- Sâlim ibn Sultân 1804 (zusammen mit Saʿîd)
- Badr ibn Saif ibn Ahmad 1805–1806 (zusammen mit Saîd)
- Thuwaini ibn Said (Thuwainî ibn Saʿîd) 1856–1866
- Salim ibn Thuwaini (Sâlim ibn Thuwainî) 1866–1868
- Azzan ibn Qais (ʿAzzân ibn Qais) 1868–1870
- Turki ibn Said (Turkî ibn Saʿîd) 1870–1888
- Faisal ibn Turki (Faisal ibn Turkî) 1888–1913
- Taimur ibn Faisal (1913–1932)
- Said ibn Taimur (Saîd ibn Taimur) 1932–1970
- Qabus ibn Said (Qabûs ibn Saʿîd) 1970–2020
- Haitham ibn Tariq (Haitham ibn Târiq) seit 2020[1]

## Sultane von Sansibar
- Sayyid Saʿîd ibn Sultân (1804–1856)
- Mâdjid ibn Saʿid (1856–1870)
- Barghasch ibn Said (1870–1888)
- Chalifa ibn Said (1888–1890)
- Ali ibn Said (1890–1893)
- Hamad ibn Thuwaini ibn Said (1893–1896)
- Chalid ibn Barghasch (1896)
- Hammud ibn Muhammad ibn Said (1896–1902)
- Ali ibn Hammud (1902–1911)
- Chalifa ibn Harub ibn Thuwaini (1911–1960)
- ʿAbdullâh ibn Khalîfa (1960–1963)
- Jamshid ibn Abdullah (1963–1964) (Revolution)